# SMS S 113
S 113 – niemiecki niszczyciel z okresu I wojny światowej. Pierwsza i jedyna ukończona jednostka typu S 113. Okręt wyposażony w cztery kotły parowe opalane ropą. Zapas paliwa 720 ton. Okręt nie zdążył wziąć udziału w I wojnie światowej. Po jej zakończeniu przekazany w ramach reparacji wojennych Francji, został wcielony do Marine nationale jako "Amiral Sénès". Złomowany w 1936 roku.